# Faculté des sciences de la santé
La faculté des sciences de la santé (FSS) est une institution publique béninoise de formation et de recherche rattachée à l'université d'Abomey-Calavi et située à Cotonou.

## Histoire
La FSS qui est une entité de l'Université d'Abomey-Calavi (UAC) est la résultante de la transformation par décret n°353/METS/UNB du 22 décembre 1977 du pôle des études médicales et paramédicales, première institution de formation médicale établie en 1971. Elle forme ses apprenants dans les domaines de la médecine depuis 1971, de la pharmacie depuis 1999, de l'assistanat social depuis 1983, de la kinésithérapie depuis 2000. La faculté des sciences de la santé propose également une des formations en spécialité d'une durée de quatre années minimum,,.

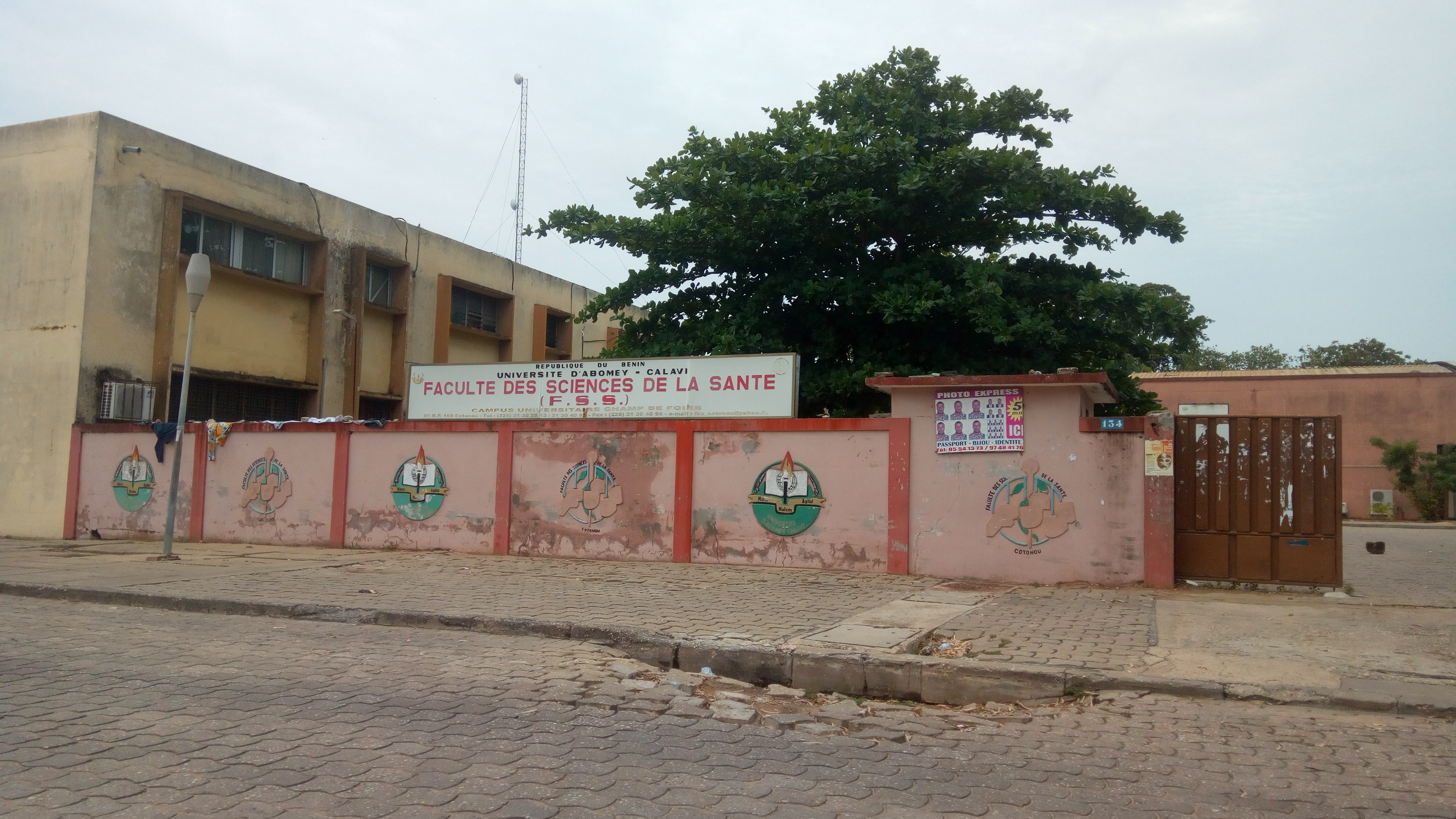
École de médecine de l'UAC- FSS